# Дроге за силовање
Дроге за силовање (енгл. Date rape drugs) су најчешће медикаменти који утичу на начин понашања и психу човека, уз то могу изазвати и седацију (смиривање) уз хипнотички учинак (поспаност). Додатно својство тих средстава је да изазивају губитак памћења (амнезију) за период који је следио након конзумирања. Нарочито је опасно ако се комбинују с алкохолом, јер осим појачане поспаности, може доћи и до поремећаја дисања као и осталих виталних функција, па и до смрти услед предозирања.
Дроге за силовање припадају фармацеутској фамилији бензодиазепина, у коју спадају и валијум, либријум и ксанакс, али су десет пута јаче од њих. Дејство дрога за силовање почиње од двадесет до тридесет минута након њиховог конзумирања, а може трајати између осам и дванаест сати. Метаболит флунитразепама, 7-амино-флунитразепам може се открити у урину унутар од 5 до 14 дана након конзумирања, зависно од метода детекције, а у власима косе и до месец дана након конзумирања. Тестинг сетови, за којих научници тврде да детектују 'GHB', кетамине и бензодиазепине (нпр. „руфинол“), убрзо ће бити доступни под именом као што је такозвани „детектив пића“. Фармацеутске компаније широм света убрзано раде на стварању папира или тест траке која мења боју у додиру са неком од наведених дрога за силовање.
У већини земаља, употреба ове дроге у силовању није релевантна чињеница. Законска дефиниција силовања у земљама као што су Сједињене Америчке Државе такође покрива недостатак сагласности када жртва не може да каже „не“ на однос, било да је ефекат је због коришћења дроге или једноставно конзумирања алкохола.

## Статус дрога за силовање у Србији
- Ови медикаменти нису регистровани у српској Агенцији за лекове и медицинска средства и не могу се добити на рецепт ни у једној државној или приватној апотеци.[6]

## Статус дрога за силовање у Сједињеним Америчким Државама
Руфинол, као ни GHB, нису одобрени за употребу у Сједињеним Државама и њен увоз је забрањен. Међутим, пошто је производња и продаја на рецепт дозвољена у неким земљама Латинске Америке и Европе, ове дроге се нелегално прокријумчаре из тих земаља.

## Статус дрога за силовање у Босни и Херцеговини
У БиХ ни једна од дрога за силовање не може да се добије на рецепт ни у једној апотеци. Али на на нелегалном тржишту је доступна дрога „Flash“, као и већина других дрога за силовање.

## Статус дрога за силовање у Хрватској
Све врсте дрога за силовање су у Хрватској нелегалне.
Врста синтетичке и халуциногене дроге зване GHB, је била пронађена у Загребу код двојице мушкараца у фебруару 2003.

## Статус дрога за силовање у Француској
Напади повезани са дрогама за силовање увек подразумевају принуду, јер жртва није свесна ни вољна, због ефеката дроге. Ово је у француском кривичном закону отежавајући фактор у вези са криминалом агресије. Злоупотреба ових дрога у Француској је кажњива законом.

## Скраћена фармакологија са описом симптома
У организму постоје 3 типа опиоидних рецептора:
- 1 (раније δ) – налазе се у цнс-у, и имају улогу у аналгезији, покретности гастроинтестиналног тракта, расположењу, понашању и регулацији кардиоваскуларног система. Стимулацијом ових рецептора постиже се аналгезија, успорава мотилитет ГИТа, мења расположење и понашање. Физиолошки се за 1 рецепторе везују енкефалини.
- 2 (раније ϰ) – налазе се пре свега у кори великог мозга и учествују у преношењу сигнала за бол, регулисању мокрења и исхране. Стимулацијом овог типа рецептора долази до спречавања провођења сигнала за бол, и поремећаја у мокрењу и исхрани. Физиолошки се за 2 рецепторе везују динорфини.
- 3 (раније μ) – распоређени дуж целог можданог стабла, са улогом у регулацији бола, дисања, крвотока, перисталтике црева, расположења, лучења хормона и имуних функција. Физиолошки се за 3 рецепторе везују ендоморфини.

Све врсте дрога за силовање делују на сваки од три опиоидних рецептора (централни нервни систем, гастроинтестинални тракт и на рецепторе који пробуђују дејства која немају везе ни са једним од тих рецептора):
- Централни нервни систем

1. Губитак способности расуђивања.
2. Смањење моторичке способности.
3. Губитак памћења.
4. Смањена друштвена инхибиција.
5. Појачање еротских нагона (што додатно потпомаже силоватељима у њиховим намерама).
6. Причљивост (углавном због еуфорије)
7. Напрасна жеља за плесом.
8. Нејасан и неразуман говор.

- Гастроинтестинални тракт

1. Мучнина.

- Остала дејства

1. Хипогликемија, пропраћена очигледним симптомима, као што су умор, малаксалост, поспаност и сл.
2. Халуцинације, манија, главобоља, вртоглавица, тешкоће при фокусирању погледа, ноћне море (несаница), због дејства ових дрога на човеков нервни систем.
3. Проблеми код дисајних органа: респираторна депресија (у неким случајевима може да буде фатална, јер понекад изазива престанак дисања, што доводи до смрти).
4. Кома (постоји велика могућност да кома услед конзумирања ових дрога буде смртоносна, из више разлога: хипогликемија, предозирање, и због до сада научно необјашњених разлога).

## Врсте дрога за силовање
Две дроге често се помињу као главне дроге за силовање: 'GHB', такође познат као γ-хидроксибутерна киселина (енгл. gamma-hydroxybutyric acid) и бензодијазепини (као што су флунитразепам, такође познат као руфи (roofies), међутим, америчка истраживања из 1997. показала је да алкохол и даље остаје дрога која је најчешће везана за силовање мушкараца и жена .

### Алкохол
Алкохол је и даље најчешће коришћена дрога за силовање, зато што је легална и лако доступна. Многи силоватељи користе алкохол јер га њихове жртве често добровољно прихвате, а затим их подстичу да пију довољну количину како би изгубили свест. Чак и ако жртва пристане на секс, чину силовања иде у прилог да је жртва била онеспособљена или ослабљена због алкохола. Неки силоватељи су починили „силовање погодности“, при чему је жртва злостављана након што је изгубила свест због превише пића. Истраживањима у Уједињеном Краљевству утврђено је да у само 2% од 1.014 силовања жртва је попила пиће помешано са седативима.

### Бензодиазепини
Бензодиазепини су лекови који се користе за лечење анксиозности, нападе панике, несаница, и неколико других психо-физичких обољења. Неки бензодиазепини који се користе за лечење несанице поседују снажне седативе, изазивају поремећаје моторике и јака амнестициона својства. Флунитразепам (руфинол), темазепам (ресторил) и мидазолам су три најчешће коришћене дроге за олакшавање крвичног дела силовања, све три дроге су бензодиазепини са хипнотичким учинком. Флунитразепам и темазепам су од посебног значаја јер се лако камуфлирају у етанолу, те у њиховом случају, то су бензодиазепински медикаменти најчешће везани за силовање.
Према Националном институту о злоупотреби дрога и опојних средстава:
| „ | Рофинол може онеспособити жртве и спречити њихово одолевање сексуалном злостављању. То може произвести антероградну амнезију, која појединце онемогућава да се сете догађаја које су доживели током дејства дроге. | ” |

Улично име дроге флунитразепам је руфи (од „Руфинол“). Ова дрога спада у групу седатива, а има десет пута јаче дејство од „валијума“. Ова супстанца се у медицини примењује у терапији несанице, а развила ју је фармацеутска компанија Рош седамдесетих година двадесетог века. Руфинол се на тржишту први појавио 1975. године, а данас је у легалној употреби широм света, мада у САД није доступан као легални медикамент. Први пут је почео да се злоупотребљава током осамдесетих година истог века. Током дуготрајне примене флунитразепама може се развити јака физичка и психичка зависност. Осим силоватеља, ову дрогу користе и пљачкаши, како би успавали своје жртве, као и алкохоличари и хероински зависници. Флунитразепам је могуће конзумирати орално, удисањем и интравенозно. Приликом интоксикације флунитразепамином неопходно је смањивање даље апсорпције испирањем желуца.

### GHB/GBL/1,4 Бутанедиол
Гама-хидроксибутерна киселина (скраћеница GHB) исто је медикамент који спада у групу дрога за силовање, а такође се може сврстати и у групу депресора нервног система. Силоватељима је лак за употребу јер је супстанца без боје мириса и укуса. На легалном тржишту се појавио почетком шездесетих година двадесетог века, као анестетик за људе, али је убрзо напуштен због честих нежељених појава. Осамдесетих година почео је да се користи као средство за успављивање и користили су га у боди билдингу, међутим његова злоупотреба почела је већ почетком следеће деценије. GHB је синтетичка дрога и има деловање слично инхибиторном неуротрансмитеру γ-аминобутерној киселини. Конзумира се најчешће оралним путем, његово деловање зависи од толеранције конзумента на дрогу и од физичких предиспозиција.
У случају предозирања овом дрогом, постоји велика могућност да особа упадне у дубок, привремени сан, благу врсту коме, за време трајања од око три до четири сата. За време његовог трајања, чести су забележени случајеви силовања, отмица, крађа и разних врста превара.
GHB се најчешће сипа у обојена пића (нпр. кока-кола) и коктеле. Опасност овакве комбинације је велика, јер врло је танка граница између дозе која пробуђује задовољство и предозирање. Немогуће је тачно контролисати и знати јачину набављеног раствора GHB, и због тога долази до предозираности.
У медицинском налазу урина се утицај GHB-а може приметити четири до пет сати након интраверзне употребе и десет до двадесет сати након оралне употребе.
Пролекови GBL и 1,4 бутанедиол (1,4 BD или BDO) су коришћени да би заобилазили ограничења стандардног GHB-а. У људском телу, ова дрога се обично убрзано претвара у GHB. Неколико људи је умрло након конзумирање GHB или дрога чији су основни састојци на бази GHB-а, често у комбинацији са алкохолом или седативима која размножавају утицај овог опојног средства.

### Хлорал хидрат
Хлорал хидрат је хипнотик седатив антиконвулзив, користи се у преоперативној медикацији и у постоперативном периоду (због аналгетског дејства). Ублажава апстиненцијални синдром код особа зависних од лекова или алкохола. Вероватноћа је да се депресорни ефекат остварује посредством активног метаболита, трихлороетанола. Синтетисан је 1832. године - он је први депресорни лек против несанице. 1880. године постаје токсиколошки значајан као средство злоупотребе (алкохоличари и уметници) Његова примена је опадала са применом барбитурата, а данас бензодиазепина! Подсетник је природном сну. Хлорал хидрат као и барбитурати делују хипнотички, на обе фазе сна, нарушавајући њихов однос, скраћују РЕМ фазу. По престанку узимања хипнотика, РЕМ фаза се компензаторно продужава и и пацијент има кошмарне снове, те из страха да их сузбије постаје зависан од узимања хипнотика!

### Кетамин
Кетамин је снежно бели, паперјасти прах настао испаравањем садржаја из ампула или флакома са леком истог назива. У медицинску употребу ушао као „нежан анестетик“, погодан за слабије пацијенте и децу, али је повучен из хумане медицине након низа пацијената који су по повратку из анестезије причали о невероватним и интензивним психоделичним искуствима. Тренутно је легална само његова употреба у ветерини.
Интрамускуларном инјекцијом, за разлику од већине уличних дрога, кетамин на тржиште долази у стерилном болничком паковању, а дозе за инјектирање су много мање од доза потребних за увод у анестезију.
Конзумира се ушмркавањем - садржај ампуле треба да се загрева на температури испод 90 °C, течност лагано испарава и пена која остане на крају, претвара се у фини бели прах.
Мешање кетамина и других дрога, нарочито алкохола и хероина, обично се завршава смрћу.
Важно је навести да је кетамин нарочито штетан по особе без искуства са дрогама које изазивају халуцинације.